# Владан Дујовић
Владан Дујовић (Пећ, 15. јун 1963) српски је позоришни, телевизијски и филмски глумац.
Његова ћерка Ваја Дујовић је такође глумица.

## Филмографија[4]
| Год.         | Назив                                  | Улога                                                           |
| ------------ | -------------------------------------- | --------------------------------------------------------------- |
| 1980.е       |                                        |                                                                 |
| 1987.        | Вук Караџић (ТВ серија)                |                                                                 |
| 1988.        | Шта радиш вечерас                      |                                                                 |
| 1989.        | Пет хиљада метара са препрекама        | Градимир                                                        |
| 1989.        | Апстиненти                             | Ђовани                                                          |
| 1989.        | Борис Годунов                          |                                                                 |
| 1990.е       |                                        |                                                                 |
| 1990.        | Бољи живот                             | војни полицајац                                                 |
| 1991.        | Монтенегро                             | војник                                                          |
| 1991.        | Мој брат Алекса                        | млади Перо                                                      |
| 1992.        | Алекса Шантић (ТВ серија)              | млади Перо                                                      |
| 1993.        | Полицајац са Петловог брда (ТВ серија) |                                                                 |
| 1993.        | Кажи зашто ме остави                   | Љуба                                                            |
| 1995.        | Отворена врата                         | пацијент                                                        |
| 1995.        | Убиство с предумишљајем                | Бранко                                                          |
| 1996.        | Сложна браћа                           | Крле                                                            |
| 1997.        | До коске                               | дизелаш                                                         |
| 1999.        | Нож                                    | усташа                                                          |
| 2000.е       |                                        |                                                                 |
| 2001.        | Нормални људи                          | Дуја                                                            |
| 2001.        | Наташа                                 | Стева                                                           |
| 2001.        | Апсолутних сто                         | Црни                                                            |
| 2002.        | Рингераја                              | Лабуд                                                           |
| 2002.        | Један на један                         | тип са Звездаре                                                 |
| 2003.        | Миле против транзиције                 |                                                                 |
| 2003.        | Лаки и Маки                            |                                                                 |
| 2003.        | Казнени простор 2                      | Драган Милетић                                                  |
| 2004.        | Јелена (ТВ серија)                     | Момир                                                           |
| 2004.        | Сиви камион црвене боје                | Мирков пратилац                                                 |
| 2005.        | Сакупљач                               |                                                                 |
| 2007.        | Тегла пуна ваздуха                     | Мићо                                                            |
| 2008.        | Улица липа                             | инспектор                                                       |
| 2009.        | Друг Црни у НОБ-у                      | Агент Мучибабић / Четник Љубиша / Штеф / Ханс / Пуковник Штрудл |
| 2009.        | Паре или живот                         | Богдан                                                          |
| 2010.е       |                                        |                                                                 |
| 2010.        | Наша мала клиника                      | Радомир                                                         |
| 2013.        | Равна Гора (ТВ серија)                 | мајор Живан Кнежевић                                            |
| 2015.        | Једне летње ноћи                       | настојник                                                       |
| 2017.—у току | Истине и лажи                          | Данило                                                          |
| 2018—2019.   | Погрешан човек                         | млади Лазар Црнковић                                            |
| 2019.        | Моја генерација Z                      | Јоца фашиста                                                    |
| 2019.        | Шифра Деспот                           | заменик тужиоца Иван Вукић                                      |
| 2019.        | Слатке муке                            | Жика                                                            |
| 2020.        | Тајкун                                 | Кенда                                                           |